# Xestoblatta bananae
Xestoblatta bananae är en kackerlacksart som beskrevs av Rocha e Silva 1962. Xestoblatta bananae ingår i släktet Xestoblatta och familjen småkackerlackor. Inga underarter finns listade i Catalogue of Life.